# Daria Galateria
Daria Galaterìa (née à Rome, le 20 septembre 1950) est une femme de lettres italienne, universitaire spécialiste de littérature française et traductrice.

## Biographie
Elle est diplômée de lettres de La Sapienza de Rome avec une thèse auprès de Giovanni Macchia sur le monologue de Mallarmé et Valéry. Elle enseigne à partir de 1975 la langue et la littérature française à La Sapienza.
Elle porte aussi sa recherche sur la littérature des Mémoires et des Journaux intimes notamment féminins; elle édite avec Alberto Beretta Anguissola la première édition commentée au monde de l'œuvre de Marcel Proust, À la recherche du temps perdu, dans l'édition i Meridiani chez Arnoldo Mondadori Editore, dans la traduction de Giovanni Raboni sous la direction de Luciano De Maria.
Elle gagne en 1996 le prix spécial Grinzane Cavour pour son essai Fughe dal Re Sole.
En 2005, le ministère de la Culture français la promeut au grade d'officier de l'ordre des Arts et des Lettres.
Elle a dirigé pour la RAI des émissions culturelles, avec la Rai Radio 3 (Spazio Tre) et Rai Radio 2 (Alle otto della sera). Elle anime depuis 2012 avec Antonio Debenedetti et Paolo Di Paolo l'émission Cartoline dal paese dei libri sur Radio Città Futura. Elle écrit aussi pour Il manifesto et depuis 1990 des articles littéraires pour La Repubblica, et l'Espresso.
Elle est membre de la Commission pour l'attribution des prix de traduction, désignée par le Ministère des biens et activités culturelles, et depuis 2021 elle est membre du jury du prix Campiello.
Daria Galateria a été l'épouse pendant quelques années de Giuseppe Scaraffia.

## Œuvres principales

### Romans
- Il tè a Port-Royal, Collana La memoria n.240, Palermo, Sellerio, 1995,  (ISBN 978-88-389-1111-8). [roman vainqueur du prix Alassio]

### Essais
- Invito alla lettura di André Breton, Milano, Mursia, 1977,  (ISBN 978-88-425-9244-0).
- Parigi 1789. Le vecchie e le nuove abitudini tratte dai Mémoires del tempo, Collana La diagonale n.42, Palermo, Sellerio, 1989,  (ISBN 978-88-389-0573-5).
- Fughe dal Re Sole. Memorie di cortigiani riluttanti, Collana La diagonale n.90, Palermo, Sellerio, 1996,  (ISBN 978-88-389-1231-3).
- Scritti galeotti. Letterati in carcere, Collana Centominuti, Roma, Rai-Eri, 2000,  (ISBN 978-88-397-1120-5).
  - Scritti galeotti. Narratori in catene dal Settecento a oggi, Collana La memoria n.892, Palermo, Sellerio, 2012,  (ISBN 978-88-389-2710-2).
- Entre nous. Incontri di scrittori italiani e francesi del Novecento, con un testo di Alain Elkann, Collana La memoria n.530, Palermo, Sellerio, 2002,  (ISBN 978-88-389-1777-6).
- Mestieri di scrittori, Nota di Sergio Valzania, Collana Alle 8 della sera n.14, Palermo, Sellerio, 2007,  (ISBN 978-88-389-2258-9).
- L'etichetta alla corte di Versailles. Dizionario dei privilegi nell'età del Re Sole, Collana La memoria n.1028, Palermo, Sellerio, 2016,  (ISBN 978-88-389-3490-2); traduit en français: L'étiquette à la cour de Versailles, Flammarion, 2017, 320 pages.
- Memorabile Elvira in: AAVV, La memoria di Elvira, Palermo, Sellerio, 2015
- Avarizia, in AAVV, Vivere con i classici, Palermo, Sellerio, 2020.
- Intorno alla Bibliothèque Nationale, in AAVV, Douce France, Roma, Gremese, 2021.
- Il bestiario di Proust, Collana La memoria, n° 1237, éd. Sellerio, Palermo, 2022,  (ISBN 978-88-389-4349-2)

### Traductions et travaux éditoriaux
- Marie Mancini, I dispiaceri del Cardinale, Sellerio, 1987.
- Hortense Mancini, I piaceri della stupidità, Sellerio, 1987.
- Marcel Proust, Ritorno a Guermantes, avant-textes, Studio Tesi, 1988.
- Princesse Palatine, Lettere, Sellerio, 1988.
- Madame de Caylus, Souvenirs, Sellerio, 1988.
- Madame de Duras, Il segreto, Sellerio, 1989.
- Charlotte de Robespierre, Memorie sui miei fratelli, Sellerio, 1989.
- Ninon de Lenclos, Lettere sulla vecchiaia, Sellerio, 1991 (correspondance avec Saint-Evremond).
- Roger de Bussy-Rabutin, Storia amorosa delle Gallie, Sellerio, 1992.
- Buffon, Discorso sullo stile, Studio Tesi, 1994.
- Denis Diderot, Il sogno di d'Alembert, Sellerio, 1994 (avec Il sogno di una rosa d'Eugenio Scalfari).
- Sarah Bernhardt, Gita in pallone, Jouvence, 1995.
- Nicolas de la Bretonne, Lettere di una scimmia, Sellerio, 1995.
- Madame de Staal-Delaunay, Memorie, Adelphi, 1995.
- Jean Giono, L'ussaro sul tetto, Guanda 1995.
- Jean Giono, Una pazza felicità, Guanda 1996.
- Paul Morand, Il Sole offuscato - Fouquet e Luigi XIV, Corbaccio 1996.
- Vivant Denon (attribuito), La notte meravigliosa, ES, 1996.
- Louise de Vilmorin, Madame de V*** vede solo nero, ES, 1997.
- Honoré de Balzac, L'eredità del peccato, Jouvence, 1997.
- Mathilde Mauté, Moglie di Verlaine, Sellerio, 1998.
- Boris Vian, La Parigi degli esistenzialisti. Manuale di Saint-Germain-des-Prés, Editori Riuniti, 1998.
- Grace Dalrymple Elliott, La nobildonna e il duca, Fazi, 2001.
- Charles Perrault, Fiabe, Marsilio, 2002.
- Françoise Sagan, La guardia del cuore, Sellerio, 2003.
- Raymond Radiguet, Il ballo del conte d'Orgel, Sellerio, 2004.
- Madame de Charrière, Lettres écrites de Lausanne, Sellerio, 2005.
- Henri-Frédéric Amiel, Philine. Frammenti del Diario intimo, Dadò, 2005.
- Béatrix Saule, La giornata di Luigi XIV, Sellerio, 2006.
- Isabelle de Charrière, Tre donne, Dadò, 2008.
- Laure de Surville Balzac, Balzac mio fratello, Sellerio, 2008.
- Un secolo di moda femminile. Parigi 1794-1894, Sellerio, 2008.
- Anatole France, Il procuratore della Giudea, Sellerio, 2008.
- Jacques Chessex, Il vampiro di Ropraz, Fazi, 2009.
- Marcel Proust, Gelosia, Introd., trad. di Cristiana Fanelli, Roma, Editori Riuniti, 2010; nuova ed. riveduta,
- Stéphane Audeguy, Mio fratello Rousseau, Fazi, 2010.
- Allen S. Weiss, Baudelaire cerca gloria, Sellerio, 2010.
- Denis Diderot, Mystification, Archinto, 2001
- Albert Thibaudet, Marcel Proust, Elliot, 2005
- Marcel Proust, Un amore di Swann (trad. de Giacomo Debenedetti), Elliot, 2016
- Madame de Staël, Manuscrits déguisés, Portaparole, 2017.